# Fabric Scandinavien
Fabric Scandinavien AB er et svensk modevirksomhed, der driver butikskæderne Weekday og Monki. Siden 2008 har Fabric Scandinavien været en del af H&M-koncernen. Gennem datterselskabet Weekday Brands designer, producerer og sælger Fabric Scandinavien modetøj til unge. Det største af deres egne tøjmærker er Cheap Monday, der primært omfatter bukser.